# Гає-Розтоцька сільська рада
Га́є-Розто́цька сільська́ ра́да — адміністративно-територіальна одиниця та орган місцевого самоврядування у Зборівському районі Тернопільської області. Адміністративний центр — село Гаї-Розтоцькі.

## Загальні відомості
Гає-Розтоцька сільська рада утворена в 1939 році.
- Територія ради: 15,1 км²
- Населення ради: 1 050 осіб (станом на 2001 рік)

## Населені пункти
Сільській раді були підпорядковані населені пункти:
- с. Гаї-Розтоцькі

## Склад ради
Рада складалася з 16 депутатів та голови.
- Голова ради: Чехович Петро Михайлович
- Секретар ради: Максимів Марія Северинівна

### Керівний склад попередніх скликань
| Прізвище, ім'я, по батькові | Основні відомості                                                                       | Дата обрання | Дата звільнення |
| --------------------------- | --------------------------------------------------------------------------------------- | ------------ | --------------- |
| Чехович Петро Михайлович    | Сільський голова, 1965 року народження, освіта середня спеціальна, член Народної партії | 26.03.2006   | 31.10.2010      |
| Чехович Петро Михайлович    | Сільський голова, 1965 року народження, освіта середня спеціальна, безпартійний         | 31.10.2010   |                 |

Примітка: таблиця складена за даними сайту Верховної Ради України

### Депутати
За результатами місцевих виборів 2010 року депутатами ради стали:

#### За суб'єктами висування
| Суб'єкт висування | Кількість обраних депутатів | %   |
| ----------------- | --------------------------- | --- |
| Самовисування     | 16                          | 100 |

#### За округами
| № округу | Прізвище, ім'я, по батькові       | Дата визнання обраним | Освіта             | Партійна приналежність | Відомості про обраного депутата                            |
| -------- | --------------------------------- | --------------------- | ------------------ | ---------------------- | ---------------------------------------------------------- |
| 1        | Містерман Наталія Михайлівна      | 05.11.2010            | середня спеціальна | позапартійна           | Поштове відділення зв'язку, начальник                      |
| 2        | Марковська Любов Василівна        | 05.11.2010            | вища               | позапартійна           | Гає-Розтоцька загальноосвітня школа І-ІІІ ст., вчитель     |
| 3        | Вапляк Олександра Володимирівна   | 05.11.2010            | середня спеціальна | позапартійна           | Гає-Розтоцький фельдшерсько-акушерський пункт, завідувачка |
| 4        | Баран Іван Васильович             | 05.11.2010            | вища               | позапартійний          | приватний підприємець                                      |
| 5        | Пастущин Михайло Михайлович       | 05.11.2010            | вища               | позапартійний          | приватний підприємець                                      |
| 6        | Максимів Марія Григорівна         | 05.11.2010            | середня спеціальна | позапартійна           | Зборівський центр для сім'ї, молоді, гол. спеціаліст       |
| 7        | Безкоровайний Тарас Орестович     | 05.11.2010            | незакінчена вища   | позапартійний          | тимчасово не працює                                        |
| 8        | Романевич Григорій Михайлович     | 05.11.2010            | середня спеціальна | позапартійний          | тимчасово не працює                                        |
| 9        | Заяць Олександра Ярославівна      | 05.11.2010            | середня спеціальна | позапартійна           | Гає-Розтоцький фельдшерсько-акушерський пункт, акушер      |
| 10       | Максимів Марія Северинівна        | 05.11.2010            | вища               | позапартійна           | Гає-Розтоцька сільська рад, секретар                       |
| 11       | Містерман Григорій Васильович     | 05.11.2010            | середня спеціальна | позапартійний          | Залозецький цегельний завод, гол. інженер                  |
| 12       | Сідловський Марко Петрович        | 05.11.2010            | незакінчена вища   | позапартійний          | тимчасово не працює                                        |
| 13       | Фаріон Наталія Романівна          | 05.11.2010            | вища               | позапартійна           | тимчасово не працює                                        |
| 14       | Соколовський Богдан Володимирович | 05.11.2010            | середня спеціальна | позапартійний          | ТзОВ «Розтоцьке», гол. інженер                             |
| 15       | Герасимюк Остап Олексійович       | 05.11.2010            | незакінчена вища   | позапартійний          | тимчасово не працює                                        |
| 16       | Процик Микола Євгенович           | 05.11.2010            | середня            | позапартійний          | тимчасово не працює                                        |